# Chabrehez
Chabrehez est un village de la ville belge de Houffalize située en Région wallonne dans la province de Luxembourg, sur le plateau des Tailles. Il appartient à la section de Tailles.

## Histoire
Au cours de la Seconde Guerre mondiale, le 10 mai 1940, jour du déclenchement de la campagne des 18 jours, Chabrehez est défendue contre l'invasion allemande par la 3e compagnie du 3e régiment de Chasseur ardennais, qui peuvent notamment s'appuyer sur un bunker. Ils parviennent à stopper la progression de la 1./Panzer-Aufklärungs-Abteilung 7, unité de reconnaissance de la 7e Panzerdivision qui a pour objectif de traverser la Meuse au niveau de Dinant ; malgré l'arrivée de renforts (Kradschützen Bataillon 7) les Allemands ne peuvent avancer. Voulant que sa division avance sans perdre de temps, son commandant Erwin Rommel dirige lui-même les opérations pour s'emparer de la position. Surpassés en nombre et par la présence de chars, encerclés, les défenseurs cèdent et Chabrehez est aux mains des Allemands vers 21 h, 4 h après leur arrivée. Plusieurs militaires belges trouvèrent la mort, dont trois abattus alors qu'ils se rendaient. Les Allemands déplorent des blessés, et cette résistance rencontrée dura suffisamment pour empêcher la 7. Panzerdivision d'atteindre l'Ourthe le jour même comme cela était prévu.